# Други неуспели председнички избори у Србији 2002.
На јесен 2002. два пута су одржани неуспели избори за председника Републике Србије. Овај чланак описује друге од тих избора, који су одржани 8. децембра 2002. Како ни на овим изборима није гласало по тадашњем изборном закону неопходних 50% уписаних бирача, они су проглашени неуспелим. Србија је, након још једног неуспелог покушаја 2003., председника изабрала тек јуна 2004. године (до којих је био вршилац дужности Председника Републике Србије), након што је изборни закон промењен и укинут захтев за излазношћу бирача.
Право гласа је имало 6.525.760 грађана уписаних у бирачки списак. Гласало је њих 2.946.716 (45,16%), при чему је било 2.866.320 (97,27%) важећих и 80.396 (2,73%) неважећих гласачких листића. Укупно је одштампано 6.541.926 гласачких листића; од овог броја, на биралишта је изашло 2.947.748 (45,17% уписаних) бирача, а остало је неупотребљено 3.594.178 листића.
Гласало се на 8.630 утврђених бирачких места. Резултати су утврђени за 8.629 бирачких места.
| Р | Л | Кандидат               | Предлагач                  | Гласова   | %     |
| - | - | ---------------------- | -------------------------- | --------- | ----- |
| 1 | 1 | др Војислав Коштуница  | Демократска странка Србије | 1.699.098 | 57,66 |
| 2 | 3 | др Војислав Шешељ      | Српска радикална странка   | 1.063.296 | 36,08 |
| 3 | 2 | проф. Борислав Пелевић | Странка српског јединства  | 103.926   | 3,53  |